# イングリット・フリッター
イングリット・フリッター（スペイン語: Ingrid Fliter、1973年9月23日 - ）は、アルゼンチンのピアニスト。

## 経歴
1973年、アルゼンチンの首都ブエノスアイレスに生まれる。エリザベス・ウェスターカンプに習いピアノを始める。 11歳のときに初めてリサイタルを開き、16歳のときにテアトロ・コロンで協奏曲デビューを果たした。
1992年、マルタ・アルゲリッチの勧めで渡欧し、フライブルク音楽大学でヴィタリー・マルグリスに師事。その後、ローマでカルロ・ブルーノに師事したのち、イーモラのピアノアカデミー「インコントリ・コル・マエストロ」でフランコ・スカラとボリス・ペトルシャンスキーに師事した。
フリッターは、母国アルゼンチンやヨーロッパの様々なコンクールで入賞している。チッタ・ディ・カントゥ国際ピアノコンクールでは第1位、イタリアのブゾーニ国際ピアノコンクールでは第4位に入賞。2000年にはワルシャワで開催されたショパン国際ピアノコンクールで銀賞を受賞した。2006年、ギルモア・アーティスト賞を受賞し、この賞を受賞した初めての女性となった。
現在は、夫であるクラリネット奏者のアントン・ドレスラーと、イタリアのコモ湖のほとりに住んでいる。